# Vukovarsko-srijemska županija
Vukovarsko-srijemska županija je najistočnija hrvatska županija i nalazi se na prostoru istočne Slavonije i zapadnog Srijema. Kroz županiju prolaze važni međunarodni kopneni (cestovni i željeznički) i riječni pravci (Dunav i Sava).

## Administrativna podjela
Županija je podijeljena na 5 gradova i 26 općina.
- Gradovi:
  - Grad Ilok
  - Grad Otok
  - Grad Vinkovci
  - Grad Vukovar
  - Grad Županja

- Općine:
  - Općina Andrijaševci
  - Općina Babina Greda
  - Općina Bogdanovci
  - Općina Borovo
  - Općina Bošnjaci
  - Općina Cerna
  - Općina Drenovci
  - Općina Gradište
  - Općina Gunja
  - Općina Ivankovo
  - Općina Jarmina
  - Općina Lovas
  - Općina Markušica
  - Općina Negoslavci
  - Općina Nijemci
  - Općina Nuštar
  - Općina Privlaka
  - Općina Stari Jankovci
  - Općina Stari Mikanovci
  - Općina Štitar
  - Općina Tompojevci
  - Općina Tordinci
  - Općina Tovarnik
  - Općina Trpinja
  - Općina Vođinci
  - Općina Vrbanja

## Stanovništvo
Prema popisu stanovništva iz 2021. Vukovarsko-srijemska županija je imala 143.113 stanovnika s prosječnom gustoćom od 58,32 stanovnika/km2.
| broj stanovnika | 86768 | 101029 | 104801 | 117918 | 125569 | 129754 | 127417 | 139340 | 152472 | 166956 | 193224 | 217115 | 223919 | 231241 | 204768 | 179521 | 143113 |
|                 | 1857. | 1869.  | 1880.  | 1890.  | 1900.  | 1910.  | 1921.  | 1931.  | 1948.  | 1953.  | 1961.  | 1971.  | 1981.  | 1991.  | 2001.  | 2011.  | 2021.  |

Etnički sastav 2001. je bio sljedeći: Hrvati 78,3 %, Srbi 15,5 %, Mađari 1 %, Rusini 0,9 % i drugi.
Godine 1991. je stanje bilo sljedeće: županija je imala 231 241 stanovnika, a etnički sastav je bio sljedeći: Hrvati 68,4 %, Srbi 19,7 % i drugi.

## Županijska uprava
Dužnost župana obnaša Franjo Orešković  (HDZ). Županijska skupština se sastoji od 41 predstavnika.

## Zemljopis
Površina Vukovarsko-srijemske županije iznosi 2448 km2. Nalazi se na krajnjem sjeveroistoku Republike Hrvatske između rijeka Dunava i Save.
Najviša nadmorska visina je 294 m (točka Čukala kod Iloka), a najmanja 78 m (Spačva).Na istoku se nalaze obronci Fruške gore i polako se spuštaju u Vukovarski ravnjak, a na zapadu se nalazi planina Dilj kod koje započinje vinkovačko-đakovački ravnjak.
Kroz Vukovarsko-srijemsku županiju teku sljedeće rijeke:
- Dunav – ulijeva se u Crno more
- Sava – ulijeva se u Dunav
- Vuka – ulijeva se u Dunav
- Bosut – ulijeva se u Savu
- Berava – ulijeva se u Bosut
- Biđ – ulijeva se u Bosut
- Studva – ulijeva se u Bosut
- Spačva – ulijeva se u BosutKlima je umjereno kontinentalna sa srednjom godišnjom temperaturom od 11°C. Najviša godišnja temperatura dostiže do 30°C.

Prema strukturi površina u županiji prevladavaju oranice, vinogradi, voćnjaci i šume. Oranica ima oko 150000ha (vrlo plodna zemlja), a najplodnija se nalazi na vukovarskom ravnjaku. Ratarske površine su meliorirane i komasirane i omogućuju strojnu obradu i visoke prinose.
Najviše se proizvode pšenica, kukuruz, šećerna repa i duhan, a u području od Vukovara do Iloka poseban je naglasak dan na vinogradarstvo i vinarstvo.
Šume pokrivaju površinu od 70.000 ha. Naročito su poznate šume hrasta lužnjaka  u spačvanskom šumskom bazenu.

## Povijest
Slavonija, unutar personalne unije s Ugarskom, od 1240. godine nosi naziv kraljevine i na čelu joj je herceg Koloman. Stvaraju se županije, kao nova teritorijalna organizacija po ugarskom uzoru. Vukovska županija dobila je naziv po starom župskom središtu Vukovu, koji se prvi put spominje 1220. g. U dokumentima se pisalo kao Valko, Wlko, Walkow, a od 14. st. pa do danas prevladava pomađareni naziv Vukovar. Poveljom hercega Kolomana 1231. godine naselje oko utvrde Vukova dobiva status slobodnog kraljevskog grada i počinje se razvijati u značajno obrtničko i trgovačko središte. Ova županija je bila jedna od većih. Granica joj je išla od ušća Karašice, Dravom i Dunavom do Iloka, zatim kopnom preko Fruške gore na Savu do Laćarka i Martinaca. Na zapadu je granica išla sve do Bebrine, blizu Broda, a odatle sjeverno do Drave. Županija je bila gusto naseljena i u razdoblju od 13. do 15. st. imala je niz utvrda (castruma), 34 varoši (opida) i sela, naselja i posjeda.
Jedno od većih naselja je Ilok (Wylak, Ujlak), koje se razvilo na ostacima rimske utvrde Cuccium. Prvi put se spominje u pisanom dokumentu 1267. g. Pored tvrđave u Iloku je bio i dvor moćnih knezova iločkih. Tu je u 16. st. boravio i Ivan Kapistran, koji je organizirao obranu od Turaka i kasnije bio proglašen svetim.
Na mjestu današnjih Vinkovaca u srednjovjekovnom razdoblju, na mjestu koje se naziva Meraja, već u 12.st. spominje se naselje Sv. Ilija. Ovo se naselje održalo i pod Turcima. U to vrijeme se počinje upotrebljavati i naziv Vinkovci.
Na zapadnom dijelu posjeda Selna u 15.st. razvilo se trgovačko-obrtničko naselje Županje blato, koje je u pisanim izvorima prvi put zabilježeno 1528. g. U 18. st. ovo se mjesto naziva samo Županja.
Turci su upali iz Bosne i gotovo bez borbe 1526. g. zauzeli dio, a 1536. g. i cijelo područje Vukovske županije. Oni su osnovali vojno-administrativne jedinice među kojima je bio i Srijemski sandžak, koji je obuhvaćao turske posjede u istočnoj Slavoniji (Osijek, Ivankovo, Ilok, Nijemci i dr.). Ilok je bio sjedište sandžaka i u njemu je stolovao turski paša. Položaj stanovništva, pogotovo katoličkog, bio je vrlo težak zbog niza obveza prema spahijama i sultanu.
Nakon poraza Turaka pod Bečom 1683. g. započinje veliki rat za oslobođenje. General Aspermont 1687. g. zauzima Vukovar, te se tako oslobađaju i ostala sjeveroistočna područja i vraćaju u sastav Habsburškog Carstva. Na krunidbenom saboru u Požunu 1741. g. carica Marija Terezija je obećala hrvatskim poslanicima da će istočne krajeve starih slavonskih županija vratiti Hrvatskoj. Ona je sprovela organizaciju vlasti, uređenje novooslobođenih krajeva od kojih odvaja dio teritorija za Vojnu krajinu. Godine 1756. g. donijela je prve opće urbanijalne propise za Hrvatsku i Slavoniju. Tadašnji hrvatski ban Karlo Batthyanyi svečano je proglasio obnavljanje županija. Tako su u istočnoj Slavoniji i Srijemu stvorena dva područja: vojno i civilno. Prišlo se svečanom proglašenju Srijemske, Virovitičke i Požeške županije. U Vukovaru je 11. studenog 1745. g. svečano proglašena Srijemska županija, na čije je čelo postavljen kao administrator, a od 1751. g. kao župan barun Marko Pejačević. Županiji je podijeljen pečat i grb, a sjedište joj je bilo u Vukovaru.
Srijemska županija je, kao i ostale slavonske županije, bila pod upravom hrvatskog bana i hrvatskih sudova, ali je imala i svoje županijske skupštine i određenu samoupravu. Slavonske županije su se našle u procjepu između Habsburgovaca, njihova apsolutizma i germanizacije, te Ugarske i njenih težnji za pripajanjem hrvatskog teritorija. Carica Marija Terezija slala je županijama direktno svoje patente. Car Josip II. smatrao je županije preprekom svojim reformama i 1785. g. ih ukida kao upravne jedinice i pretvara u administrativne.
Nacionalno buđenje 1848. g. i revolucionarna zbivanja ne samo da dovode do ukidanja kmetstva, već nakratko donose Hrvatskoj prekid vlasti Mađara. Gubi se staleško obilježje ne samo Hrvatskog sabora, već i županijskih skupština, te u njih ulaze veleposjednici, privrednici, javni djelatnici, svećenici, a po prvi put i predstavnici Vojne granice.
Srijemska županija je 1875. g. podijeljena na dvije podžupanije: Vukovarsku, sa sjedištem u Vukovaru, i Rumsku, sa sjedištem u Rumi. Podžupanije su ukinute 1878. g. i umjesto njih osnovani kotarevi.
Područje Vojne granice bilo je organizirano po teritorijalnom načelu na 11 pukovnija (regimenata) među kojima je bila i brodska pukovnija sa sjedištem u Vinkovcima. Službeni jezik je bio isključivo njemački. Škole su također bile na njemačkom. Svaki graničar je imao vojnu obvezu od 16. do 60. godine. U mirno doba graničar se morao sam odijevati i hraniti, a u ratu je dobivao hranu. Austrija je stvaranjem Vojne granice dobila jeftinu živu vojnu silu kojom je ratovala ne samo na granici, već po mnogim bojištima Europe. Za vojne zasluge istaknutim časnicima dijeljeno je austrijsko plemstvo. Između Vojne granice i civilnog područja tekla je živa komunikacija, izgrađivale su se ceste i cvjetala je trgovina.
Nakon ukinuća Vojne granice 1873. g. pripaja se njen istočni dio Srijemskoj županiji 1881.g. te se njena površina gotovo udvostručila. Županija je sada podijeljena na deset kotara, a ovi su se dijelili na općine.
Na području Srijemske županije nastaju tri velika vlastelinstva: iločko, vukovarsko i nuštarsko čiju su zemlju obrađivali seljaci - kmetovi. Kako je tijekom ratova gotovo izumrlo staro hrvatsko plemstvo, austrijski carevi prodaju velike zemljišne posjede - vlastelinstva, stranim plemićima, koji, iako stranci, dobivši hrvatski indigenat postupno su se i sami asimilirali u sredini i zemlji u koju su došli te su često imali važnu političku i društvenu ulogu ne samo u životu Županije, nego i čitave Hrvatske.
Ukidanjem kmetstva 1848. g. vlastelinstva su prešla na tržni odnos privređivanja i znatno su utjecala na razvoj gospodarstva na ovom području.
Već tijekom 17., a pogotovo u 18. i 19. stoljeću, u ratom opustošenoj Srijemskoj županiji dolazi do znatnih demografskih promjena. Na ova područja naseljava se hrvatsko stanovništvo iz drugih krajeva (npr. iz Bosne), ali i stanovništvo drugih vjera i nacionalnosti. Vrlo rano naseljavaju se Nijemci, Mađari, Srbi, Židovi, Slovaci, Rusini i Ukrajinci.
Na zapadnom dijelu Srijemske županije, pretežno na mjestu starih naselja, razvilo se nekoliko gradova koji su postali obrtnička, kulturna i upravna središta.
Takav je bio i Vukovar, sjedište Srijemske županije, koji je imao brojne urede. U njemu su se održavale županijske skupštine. U gradu je bilo više stotina obrtnika i trgovaca, a izgrađena je i luka na Dunavu. U Vukovaru se osobito razvila tekstilna, a kasnije i obućarko-gumarska industrija. 1900. g. Vukovar je prema popisu imao 9719 stanovnika. 
Ilok je bio sjedište kotara i središte uprave iločkog vlastelinstva. U njemu se rano razvio obrt i trgovina te riječni promet. Godine 1900. Ilok je imao oko 4300 stanovnika.
Vinkovci su bili u sastavu Vojne granice mjesto u kojem je smještena komada brodske pukovnije pa je time znatno usporavan njegov gospodarski razvoj. Već 1780. g. u Vinkovcima je započela radom gimnazija. Vojne vlasti izgrađuju niz upravnih i drugih zgrada. Brži razvoj Vinkovaca nastavlja se tek izgradnjom željezničkih pruga iza 1878. g., kada Vinkovci postaju sve važnije prometno središte na raskrižju željezničkih putova. Ovdje je bila i uprava velikog šumskog gospodarstva - Brodska imovna općina. Vinkovci su 1900. g. imali oko 8500 stanovnika.
Županja je također bila u sastavu Vojne granice, kao sjedište 11. kompanije brodske pukovnije. U njoj je bio živ promet preko Save. Od 1883. g. počinje njen brži razvoj iskorištavanjem šumskih bogatstava i razvojem drvne industrije. Godine 1884. započela je s radom prva tvornica tanina, u to vrijeme najveća tvornica te vrste u Slavoniji i Srijemu. Za vrijeme sezonskih radova u Županji boravi dosta sezonskih radnika, a 1900. g. Županja je imala 3630 stalnih stanovnika.
Kada je 1918. g. Hrvatska ušla u Državu Srba, Hrvata i Slovenaca, došlo je i do nove organizacije uprave kojom su 1921. g. ukinute sve županije, a osnovane oblasti. Na čelu Srijemske oblasti, kojoj je središte u Vukovaru, bio je veliki župan. Ubrzo se pokazalo da je nova država iznevjerila sva očekivanja Hrvata, a neravnopravnost je sve veća. Vrlo brzo počinju nasilja, prisilne agrarne reforme, velike migracije i naseljavanja Srba, naročito tzv. solunaša, na teritorij Hrvatske s ciljem da se promijeni etnički sastav stanovništva ovih krajeva. Nezadovoljstvo koje se pojavljuje među narodima u novostvorenoj državi 1929. g. dovodi do diktature vladara i ukidanja oblasti i oblasnih skupština.
Podjela Hrvatske na oblasti bila je neprirodna i namjerno uperena protiv prirodnih hrvatskih granica te je imala zadatak razbiti svaku političku djelatnost Hrvata. Novom podjelom na banovine ta se neprirodnost i razbijanje hrvatskog teritorija pojačava. Srijemska županija se rascjepkava pa kotarevi Vinkovci, Vukovar i Županja ulaze u sastav Drinske banovine, a istočni Srijem u sastav Dunavske banovine. No, unatoč tomu rad hrvatskih političkih stranaka uz velike žrtve je nastavljen. Vlada je bila prisiljena na popuštanje pa su 1931.g. kotarevi Vinkovci, Vukovar, Županja, Šid i Ilok pripojeni Savskoj banovini, ali istočni Srijem je ostao u okviru Dunavske banovine. Nakon sporazuma Cvetković-Maček 1939. g. dolazi do osnivanja Banovine Hrvatske, u koju ulaze i svi istočno-hrvatski krajevi pripojeni 1931. g. Savskoj banovini.
Izbijanjem Drugog svjetskog rata Kraljevina Jugoslavija doživljava politički i vojni slom 1941. g., a u Hrvatskoj se uspostavlja nova država - Nezavisna Država Hrvatska. Na teritoriju nekadašnje Srijemske županije osnovana je Velika župa Vuka, koja seže do Zemuna. Zbog politike tadašnje hrvatske vlasti dolazi sve više u Hrvatskoj, pa i u ovoj županiji, do otpora, narodnooslobodilačke borbe i konačne pobjede nad fašizmom. 
U novoj Jugoslaviji osnivaju se kotarevi sa sjedištem u Vinkovcima, Vukovaru, Županji (jedno vrijeme i u Iloku). Hrvatska se opet našla u teškom položaju a nova vlada ponovo, pored nepravednih agrarnih reformi, gušenja svake slobodne političke stranke i misli, na ovo područje provodi i kolonizaciju Srba te je samo u iznimnim slučajevima lokalno stanovništvo uspijevalo joj se oduprijeti. Usporavan je i razvoj industrije na području Slavonije i zapadnog Srijema. Ali marljivošću i upornošću njenih stanovnika i zahvaljujući prirodnim bogatstvima ovog kraja ovdje se ipak razvila napredna poljoprivrada i neke industrijske grane (drvna, tekstilna, prehrambena, obućarsko-gumarska i dr.)
Raspadom socijalističke Jugoslavije u neovisnoj Hrvatskoj obnavlja se 1992. g. županija pod imenom Vukovarsko-srijemska županija.
U agresiji na Vukovar 1991. godine, JNA i srpske paravojne postrojbe ubile su najmanje 1793 osoba. Procesom ekshumacija, u Vukovarsko-srijemskoj županiji pronađene su 52 masovne i više stotina pojedinačnih grobnica iz kojih su ekshumirani posmrtni ostaci 1970 žrtava (identificirani su posmrtni ostaci 1693 osobe). Pri Upravi za zatočene i nestale još se vodi postupak traženja za 500 osoba s područja Vukovarsko-srijemske županije, od kojih su 354 osobe nestale i nasilno odvedene iz Vukovara. Uz to, najmanje 2796 osoba zarobljenih 1991. godine na području Vukovara jugovojska je ovela i zatočila u srpskim logorima i zatvorima u Negoslavcima, Starim Jankovcima, te Vojvodini i Srbiji (u Šidu, Srijemskoj Mitrovici, Rumi, Novome Sadu, Stajićevu, Begejcima...).

## Gospodarstvo
Vukovarsko-srijemska županija raspolaže bogatim prirodnim resursima od kojih su najznačajniji obradive površine, šume, nalazišta nafte, plina, gline i šljunka te razvijena hidrografska mreža.
Također je važan i izuzetno povoljan geoprometni položaj Županije, koja se nalazi na raskrižju prometnica koje povezuju Istok sa Zapadom te Srednju Europu s izlaskom na more. Sve to rezultiralo je tradicionalnom ratarsko - stočarskom proizvodnjom i šumarstvom, razvitkom industrije i trgovine te konačno veoma bogate kulture.
Ne manje značajnu ulogu ima ljudski radni potencijal, kojeg je u strukturi stanovništva Županije oko 65 % ili blizu 150000. Prema popisu iz 1991. godine broj poljoprivrednih gospodarstava iznosio je 27262 ili 36 % od ukupnog broja domaćinstava.
Poljoprivreda je uz prehrambenu industriju najznačajnija djelatnost s dominantnom ulogom u ukupnoj gospodarskoj strukturi. Prije Domovinskog rata preko 50 % pučanstva svoj osnovni izvor egzistencije imalo je upravo u ovoj djelatnosti čiju podlogu razvitka čine meliorirane zemljišne površine, koje zahvaljujući veoma visokom bonitetu tla s pravom nose atribute najkvalitetnijih ratarskih površina na prostoru Republike Hrvatske.
Poljoprivredne površine zauzimaju 150 856 ha ili 61,8 % površine Županije od kojih se 93 % odnosi na oranice i vrtove, dok ostatak od 7 % jesu pašnjaci, livade, vinogradi i voćnjaci. U privatnom vlasništvu nalazi se 58% poljoprivrednih površina, a preostali dio bivšeg društvenog sektora u vlasništvu je države.
Ratarska proizvodnja okrenuta je tradicionalnim ratarskim kulturama kao što su pšenica, kukuruz, šećerna repa, soja, suncokret i ječam, dok je u stočarskoj proizvodnji najzastupljenije svinjogojstvo i govedarstvo uz primjetan razvoj, u novije vrijeme, ovčarstva i kunićarstva.
Primarna poljoprivredna proizvodnja uvjetovala je poslije Drugog svjetskog rata intenzivniju izgradnju u prehrambenoj industriji. Danas na području Županije imamo kvalitetno strukturirane kapacitete za proizvodnju šećera i špirita, mlijeka i mliječnih prerađevina, mlinsko-pekarskih proizvoda, mesa i suhomesnatih proizvoda, prerađevina od voća i povrća, vina, stočne hrane te doradu i preradu sjemena.
Ukupne šumske površine s nadaleko poznatim spačvanskim bazenom zauzimaju 69011 ha što čini 28,3 % površine Županije i uglavnom su zastupljene glasovitim slavonskim hrastom lužnjakom i poljskim jasenom. Bogatstvo raspoložive drvne mase je oko 20 mil. m3 i godišnji sječivi etat koji iznosi oko 290 000 m3. To je bila dobra osnova za razvitak drvoprerađivačke industrije čiji su kapaciteti uglavnom instalirani u dva velika poduzeća. U posljednje vrijeme otvara se veći broj tvrtki - drvoprerađivača iz oblasti malog i srednjeg poduzetništva.
Bogata nalazišta kvalitetne gline, šljunka i pijeska omogućila su razvitak industrije građevinskog materijala, poglavito ciglarstva, opekarstva i graditeljstva u cjelini.
Na području Đeletovaca nalaze se vrijedna crpilišta nafte i plina čiji je godišnji opseg proizvodnje iznosio prije rata oko 252 000 tona nafte i 26 milijuna m3 zemnog plina.
Od metaloprerađivačke djelatnosti danas je najznačajnija proizvodnja poljoprivrednih strojeva i priključnih uređaja koja uz sebe veže i razvoj niza manjih kooperantskih tvrtki s područja Županije.
Promatrajući strukturno najzastupljeniji su poljoprivreda, šumarstvo te prehrambena i prerađivačka industrija, čija se zastupljenost kretala od oko 60 % u prijeratnom razdoblju do današnjih 40-ak %.
U posljednjih nekoliko godina sve veću zastupljenost u strukturi gospodarstva na uštrb poljoprivrede, prehrambene i prerađivačke industrije imaju trgovina, obrtništvo i uslužne djelatnoti općenito, tako da se s prijeratnih 24 %, prema najnovijim pokazateljima, popela na 38 %.
Postojeća struktura gospodarstva i instalirani kapaciteti, koji su ranije svrstavali Županiju u krug gospodarski najrazvijenijih dijelova Republike Hrvatske, te nedovoljno iskorištene mogućnosti i svjetski trendovi razvitka, koji neminovno prate i ovo gospodarstvo, dobra su pretpostavka sveukupnom budućem razvitku. Pored trgovačkih društava kojih ima 1830, od čega 95% pripada skupini malih trgovačkih društava, bitan segment gospodarskog razvoja predstavlja sektor obrta koji na području Županije ima dugu tradiciju i predstavlja najheterogeniju stranu gospodarstva. Broj od oko 4200 obrtničkih radnji ima stalnu tendenciju rasta kao i u svim razvijenim zemljama te otvara velike mogućnosti i perspektive daljnjeg razvoja.
Cjelokupno razdoblje od osamostaljenja Republike Hrvatske do danas je razdoblje ratnih događanja te paralelno vođenog procesa privatizacije i restrukturiranja gospodarskih subjekata.
U takvim okolnostima jasno je kako se ukupni društveni i gospodarski život odvijao otežano i smanjenim intenzitetom, a započeti tranzicijski procesi nerijetko su bili usmjereni u krivom pravcu. Sve to rezultiralo je padom gospodarske aktivnosti, veoma niskom razinom korištenja instaliranih kapaciteta, gubitkom velikog dijela tradicionalnih tržišta, zatvaranjem jednog dijela proizvodnih kapaciteta, viškom zaposlenih, velikim štetama na gospodarskim potencijalima, posebice na prostoru hrvatskog Podunavlja, usmjeravanjem slobodnih sredstava na sanaciju uništenog umjesto u razvitak i ostalim sličnim posljedicama.
Okupacija velikog dijela Županije (preko 50%) onemogućila je na tom prostoru primjenu općeg koncepta privatizacije i restrukturiranja, koji nažalost ni dandanas nije proveden na odgovarajući način.
Ukupno procijenjene ratne štete na području Županije iznose 8,38 milijardi bivših DEM od kojih na gospodarstvo otpada 2,6 milijardi, a samo za objekte i kapacitete Kombinata Borovo ona iznosi 603,8 milijuna bivših DEM.
Zbog svega rečenog Vukovarsko-srijemska županija često se s pravom naziva najvećim stradalnikom Domovinskog rata.

## Kultura
Tradicijski život i kultura područja krajnjeg istoka Hrvatske vrlo je znakovita, raznolika i bogata. Po kulturološkim se očitovanjima Vukovarsko - srijemska županija ubraja u panonsku kulturnu zonu s užim specifičnim područjima: iločki kraj i vukovarsko - srijemsko šokačko područje, vinkovački slavonski, ali i srijemski šokački kraj i županjska Posavina s posebnostima Cvelferije i specifičnostima ostaloga dijela Šokadije. 
Povijesno gledajući iločki, vukovarski i dio vinkovačkog kraja bili su u sastavu Paorije - Banske, odnosno civilne Hrvatske, a ostali dio vinkovačkog i županjskog područja u okviru Vojne krajine ili Granice. U prostornom smislu, po koncipiranosti sela, specifičnostima graditeljskih ruralnih stambenih i gospodarskih objekata i cijelom kućanskom i gospodarskom inventaru, domaće ili obrtničke provenijencije, ovo područje u cijelosti pripada panonskoj ili nizinskoj hrvatskoj kulturnoj zoni.
Šokci su domaće starosjedilačko hrvatsko pučanstvo rimokatoličke vjeroispovijesti koji daju temeljna tradicijska kulturna obilježja ovog kraja, slavonskog ili srijemskog. Stoga je i ovo područje poznato i prepoznatljivo kao Šokadija. Na ove prostore tijekom 19. st. pa sve do pedesetih godina 20. st., uvjetovana ekonomskim razlozima, vršena su brojna organizirana, ali i individualna useljavanja hrvatskog stanovništva katoličke vjeroispovijesti iz različitih krajeva: Gorskog kotara, Like, Korduna, Krbave, Dalmacije, Zagorja, Prigorja, Međimurja, Hercegovine, Bosne, Vojvodine.....Kroz stariju i noviju povijest u neka od ovih područja useljavani su Mađari, Nijemci (Švabe), Srbi, Slovaci, Rusini, Ukrajinci, Česi, Talijani.... Tradicijska kulturna obilježja ovih etničkih skupina više su ili manje sačuvana unutar samih zajednica.
Pod utjecajem povijesnih prilika, ne samo na području Vojne krajine, već i Paorije, sela su raspoređivana u obliku jednoga ili duploga križa. U središtu sela građene su mjesne crkve, a na raskrižjima sela, ulazima i izlazima u selo, izvan sela u polju - podizane su kapelice i križevi - mali zavjetni sakralni spomenici. sela su zbijenog tipa s kućama bočnom stranom okrenute prema javnoj površini - ulici (šor), posložene u nizu jedna do druge. U dubini dvorišta usmjerena je podužna strana kuće s pripadajućim prostorijama, te kućarima - stambenom zgradom sa sobama za mlađe bračne parove i svim pripadajućim gospodarskim objektima: štagalj, čardak, štala, pecara, krušna peć... Unutar središnjeg dijela dvorišta obično su dominirali gospodarska zgrada ambar (trbuh) svake kuće, gdje su smještene žitarice i različite namirnice i drveni bunar s đermom.
Šokačke kuće u početnom razdoblju gradnje (18. st.) građene su od drva hrastovine i naboja, pokrivene slamom, a kasnije i drvenim daščicama - šindrom. U to vrijeme građene su bez trijema ili s manjim trijemom, koji je polovicom 19. st., izgradnjom zidanih stambenih zgrada, preinačen u veliki trijem građen po cijeloj dvorišnoj podužnoj stani kuće. Šokačke kuće uglavnom su bijelo ličene, a kreativnost i maštovitost seoskih majstora ogledala se na svakoj kući, u ukrasnim detaljima zabata, tipu trijemova, po uličnim ogradama, ulaznim i kolskim vratima. Veće zadružne obitelji i bogatiji pojedninci gradili su svoje kuće pod utjecajem javnih objekata, širokim pročeljem - frontom usmjerene prema mjesnom putu s tri ili više prozora ili na ključ u obliku slova L i obveznim kolskim ulaznim vratima.
Društveni život u prošlosti po selima Vukovarsko - srijemske županije, napose graničarskim, obilježavaju velike obiteljske zadruge u kojima se živjelo na temelju zajedničke ekonomije i određenih nepisanih, ali međusobno poštovanih pravnih regula. Uz zadruge, kao čuvare tradicije, živjelo se i stvaralo i u pojedinačnim obiteljskim zajednicama. Izrazito se držalo do brojnih i raznolikih pučkih običaja vezanih uz različite poslove na selu. Običajno su bili propisani i upražnjavani životni običaji (rođenje, odrastanje, svadba, smrt,...) a redovito su održavani godišnji običaji vezani uz crkvene blagdane: Badnju večer, Božić, Poklade, korizmeni period preko Cvjetne nedjelje, Veliki petak, Uskrs. U pučkoj socijalnoj kulturi brojnošću običaja značajno mjesto zauzimaju blagdani: Duhovi, Velika Gospa, Svi sveti, mjesni crkveni godovi - kirbaji ....
Starinačko šokačko pučanstvo ovoga područja govorilo je specifičnim ikavskim govorom stare akcentuacije, što se i danas može čuti među starijim osobama. U jednom dijelu ovoga područja starinski dijalektalni govor je štokavska šokačka ekavica.
Seoski kućni inventar vezan je uz domaću kućnu radinost, ali i stare obrte, što je isključivo bila muška vještina.
U svakom većem mjestu bio je poneki majstor stolar, kovač, lončar, opančar, papučar, remenar - sedlar, užar, kožuhar, krznar, pletač valjanom robom - čarapar, klobučar, licitar i voskar... Izrada tekstila, veziva, čipke, različitih odjevnih predmeta, na ovim prostorima bila je gotovo isključivo ženska vještina. Izrađivane su jednostavnije svagdanje i svečane tkane ponjave (tekstilni pokrivači), prekrivači od vune, tkani ručnici, torbe i torbice. Brojne su i raznolike suvrstice svakidašnjih i svečanih narodnih nošnji za žene, muškarce i djecu. Kao gornji odjevni predmeti za hladnijeg vremena nošeni su obrtnički proizvodi s obilježjima specifičnim za lokalnu sredinu: različiti kožuščići, pršnjaci prsluci, rekle, haljine, kabanice, bunde, opaklije... Brojne je i raznolika ženska i muška obuća, načini i vrste pokrivala glave, formiranja frizura za djevojčice i odrasle djevojke....
Imućnije djevojke, momci i mlađe udane žene za svečanih prigoda obavezno su se kitile malim i velikim dukatima - zlatnim novcem. Taj dominantan i dekorativan nakit ovog kraja bio je i simbolom bogatstva i prestiža određene kuće i njenih članova.
Seoska moda, pod utjecajima građanske kulture i opće industrijalizacije na ovim prostorima, na prijelazu iz 19. u 20. stoljeće mijenjala se i raslojavala. Od tog vremena sve su češći unosi industrijskih tkanina u seosko ruho. U potpunosti su prevladali polovicom 20. st. kada narodno ruho na ovim prostorima prestaje biti življeni oblik.
Unatoč Domovinskom ratu i prijelom dva tisućljeća, šokačka tradicijska kultura na području Vukovarsko - srijemske županije u današnje vrijeme njeguje se, čuva i produžuje ne samo preko brojnih priredbi i manifestacija na tragu tradicije, nego i kontinuitetom suvremenog života koji respektira svoju bogatu prošlost.
Vidi još: Kulturna događanja u Vukovarsko-srijemskoj županiji

## Udruge

### Izviđači
- Odred izviđača Vinkovci Vinkovci
  - Udruga katoličkih izviđača Jarmina Jarmina

## Znamenitosti
- Vukovarski vodotoranj
- Križ na Dunavu, Vukovar
- Crkva sv. Euzebija i Poliona, Vinkovci
- Kip sv. Trojstva, Vinkovci
- Svetište Majke dobre nade, Gunja

## Vanjske poveznice
- Službena stranica županije
- Turistička zajednica Vukovarsko-srijemske županije  Arhivirana inačica izvorne stranice od 4. listopada 2006. (Wayback Machine)

|  | Portal Hrvatske: pristup člancima s tematikom o Hrvatskoj |